# 幸西
幸西（こうさい、長寛元年（1163年）- 宝治元年4月14日（1247年5月20日））は、鎌倉時代前期の浄土宗の僧。房号は成覚房。一念義を説く中心人物。

## 生涯
始めは延暦寺西塔の僧で鐘下房少輔と称して、天台を修学した。建久9年（1198年）に遁世して法然門下となった。
元久元年（1204年）の「七箇条制誡」では15番目に署名をしている。また、建永元年（1206年）の興福寺が院に訴えた中にも、幸西の名が挙げられているなど、法然門下として活発な活動をした。
結局、承元元年（1207年）には法然が土佐に流罪となった建永の法難では阿波に流罪となった。しかし、慈円の預かりで流罪は免れたともいわれる。さらに、法然没後の嘉禄3年（1227年）におこったいわゆる嘉禄の法難では、枝重と改名して壱岐に配流となった。これについても、壱岐には弟子を遣わし、幸西自身は讃岐にあったとも伝えられている。その後赦され下総国栗原で念仏を布教したという。
幸西は、一声の称名または一念の信で往生が成就するという一念義を主張した。